# Edeklerci
Edeklerci (mac. Едеклерци) – opuszczona wieś w gminie miejskiej Sztip w środkowej Macedonii Północny.

## Demografia
Według spisu ludności z 2002 we wsi Edeklerci mieszkało 0 mieszkańców.